# Скандийтриродий
Скандийтриродий — бинарное неорганическое соединение
родия и скандия
с формулой Rh3Sc,
кристаллы.

## Получение
- Сплавление стехиометрических количеств чистых веществ:

{\displaystyle {\mathsf {3Rh+Sc\ {\xrightarrow {T}}\ Rh_{3}Sc}}}

## Физические свойства
Скандийтриродий образует кристаллы
кубической сингонии,
пространственная группа P m3m,
параметры ячейки a = 0,3909 нм, Z = 1,
структура типа тримедьзолота AuCu3
.
Соединение образуется по перитектической реакции при температуре 1650°С
.